# (17440) 1989 TP14
(17440) 1989 TP14 là một tiểu hành tinh vành đai chính. Nó được phát hiện bởi Henri Debehogne ở Đài thiên văn La Silla ở Chile ngày 2 tháng 10 năm 1989.